# Квебекская литература
Квебекская литература - преимущественно франкоязычная литература канадской провинции Квебек.

## XVI-XVII века
В течение этого периода, общество Новой Франции строилось с большим трудом. Французские купцы, которые заключали контракты на перевозку колонистов, не спешили перевозить грузы, в частности книги. К тому же французы и их индейские союзники находились в состоянии войны с ирокезами, союзниками англичан до 1701 года. В дополнение к этим трудностям, типографии были официально запрещены в Канаде до английского завоевания.
Несмотря на это, некоторые заметные документы были подготовлены в начале колонизации и передавались из поколения в поколение до сегодняшнего дня. «Путешествие» Жака Картье, «Музы Новой Франции» Марка Лескарбота, «Путешествия» Самюэля де Шамплена являются воспоминаниями о разведке Северной Америки и основании Новой Франции.
«Отношения с иезуитами», «Большое путешествие в страну гуронов» Габриэля Сагара, «Письма» Маргариты Буржуа были написаны религиозными основателями Новой Франции, которые взяли на себя задачу обращения дикарей в христианство.
Многие песни и стихи передавались в устной форме среди ранних французских поселенцев. Популярная французская баллада «Ла-Клэр Фонтэ» (À la claire fontaine) была адаптирована путешественниками и появилась версия, которая известна сегодня только в Квебеке.
Первая патриотическая песня Квебека (тогда известного как Канада) была написана солдатом, Франсуа Мариашо д'Эсгли. Под названием «Это генерал щелчок», она воздала должное французскому сопротивлению в Квебеке во время осады города Квебек генералом Уильям Фипсом в 1690 году.

## XVIII век
До 1760 года темы природы, открытий, и дикарей определяли лицо литературы Новой Франции. «Обычаи американских дикарей» Жозефа Лафито, «История Северной Америки» Бакевилля де Потри, а также «История и общее описание Новой Франции» продолжали традиции предыдущего века. Первое подтверждённое использование термина «канадец» для описания французских колонистов в Канаде, было зафиксировано в песне в честь губернатора Водрёля после победы в битве у Шуаген. В 1758 году Этьен Маршан написал знаменитую поэму «Набат Новой Франции». Первая поэма написанная после перехода Новой Франции к Великобритании - поэма «Когда Георг третий захватил Канаду», написанная неизвестным автором в 1763 году. 
Квебекская газета «Gazette» была основана в городе Квебек Уильямом Брауном 21 июня 1764 года. Двуязычная газета публиковалась на английском и французском языке, и является самой старой из до сих пор печатающихся газет в Северной Америке. 
Валентин Жотар и Флёри Меспле начали публикацию первого журнала в Квебеке «Gazette du commerce et littéraire» в 1778-79 годах. Валентин Жотар опубликовал много поэм под разными псевдонимами. Другие заметные писатели этого века в Квебеке - Жозеф-Октав Плесси, Росс Катберт, Жозеф Кеснель, и Пьер де Салль Латерьер.

## XIX век
В этом веке начали появляться литературные произведения, опубликованные в Квебеке, в том числе таких авторов как Мишель Бидо, Пьер Буше де Бушервилль, Франсуа Реаль Анже, Филипп Обер де Гаспе (сын), Амедей Папино, Джозеф Дутр, Франсуа-Ксавье Гарно, Пьер-Жозеф-Оливье Шово, Луи-Антуан Дессоле, Х.-Эмиля Шевалье.
К 1860 году квебекским авторам удалось получить определённую автономию. Теперь стало легче издать книгу.
Антуан Геран-Лажуа, Филипп-Жозеф де Обер Гаспе, Луис Фрешетт, Артур Бис, Уильям Керби, Оноре Богран , Лор Конан, Эдит Мод Итон, Уильям Чепмен, Жюль-Поль Тардивель, Уиннифред Итон, Памфиль Лемей были одними из ключевых авторов в эту эпоху.
Песня неизвестного автора, «Les Raftsmen», стала популярна в начале этого века.

## XX век
- Юбер Акин
- Ник Оф де Мор
- Виктор Барбо
- Ив Бошемен
- Виктор-Леви Болье
- Мари-Клер Бле
- Дениз Бомбардье
- Поль-Эмиль Бурдуа
- Жак Бро
- Рош Карье
- Леонард Коэн
- Режан Дюшарм
- Фернан Дюмон
- Эстер Делиль
- Луи Эмонд
- Жак Феррон
- Мишель Гарно
- Сьюзан Гликман
- Жак Годбу
- Хьюард Граффти
- Лионель Гру
- Жермен Гевремон
- Жан-Чарльз Харви
- Анна Эбер
- Эмон Луи
- А. М. Кляйн
- Ирвинг Лейтон
- Дэни Лаферьер
- Жиль Леклерк
- Роджер Лемелен
- Антонин Майе
- Янн Мартел
- Гастон Мирон
- Эмиль Неллиган
- Мордехай Рихлер
- Габриэль Руа
- Феликс-Антуан Савар
- Дейвид Солуэй
- Гектор де Сен-Дени Гарно
- Ив Терио
- Мишель Трамбле
- Ролан Мишель Трамбле
- Мэри Уге
- Пьер Вальер

Американцы франкоканадского происхождения стали важными фигурами в американской литературе, в частности, Джек Керуак и Грейс Металиу.
Кроме того, в Квебеке живут, печатаются, пользуясь популярностью и признанием, зачастую на французском языке, многие иммигрантские авторы (в том числе из Вьетнама и других стран).